# Trofeo Jochen Rindt
El Trofeo Jochen Rindt o Memorial Jochen Rindt fue nombrado en así honor al piloto austriaco Jochen Rindt, único campeón mundial de Fórmula 1 póstumo, en la temporada 1970. El British Automobile Racing Club (BARC) buscaba que fuera un trofeo conmemorativo en su honor. El primer evento fue en abril de 1971, puntuable para el campeonato de Fórmula 2 y lo ganó el piloto Graham Hill (su compañero de equipo en Lotus en 1970). Ese mismo año se disputó en Hockenheim una carrera de Fórmula 1 fuera del campeonato también llamada en homenaje a Rindt y fue ganado por Jacky Ickx. Desde entonces, se ha corrido periódicamente para carreras especiales con la venia del BARC. En 2021, el evento resurgió de la mano del Classic Racing Car Club.

## Carreras
| País                    | Fecha      | Evento                                       | Circuito       | Campeonato               | Ganador               | Escudería                    |
| ----------------------- | ---------- | -------------------------------------------- | -------------- | ------------------------ | --------------------- | ---------------------------- |
| Bandera del Reino Unido | 12/04/1971 | Yellow Pages Jochen Rindt Trophy             | Thruxton       | Fórmula Dos Europea      | Graham Hill           | Rondel Racing                |
| Bandera de Alemania     | 13/06/1971 | Jochen Rindt Gedachtnis-Rennen               | Hockenheim     | Fórmula 1 (no puntuable) | Jacky Ickx            | Scuderia Ferrari             |
| Bandera del Reino Unido | 12/04/1972 | Esso Uniflo Jochen Rindt Trophy              | Thruxton       | Fórmula Dos Europea      | Ronnie Peterson       | March Engineering            |
| Bandera del Reino Unido | 12/04/1972 | Esso Uniflo Jochen Rindt Trophy              | Thruxton       | Fórmula Dos Británica    | Ronnie Peterson       | March Engineering            |
| Bandera de Alemania     | 11/06/1972 | Jochen Rindt - Rennen                        | Hockenheim     | Fórmula Dos Europea      | Emerson Fittipaldi    | Team Lotus                   |
| Bandera de Austria      | 09/07/1972 | Jochen Rindt - Rennen                        | Osterreichring | Fórmula Dos Europea      | Emerson Fittipaldi    | Team Lotus                   |
| Bandera del Reino Unido | 23/04/1973 | Esso Uniflo Jochen Rindt Trophy              | Thruxton       | Fórmula Dos Europea      | Henri Pescarolo       | Motul-Rondel Racing          |
| Bandera de Alemania     | 17/06/1973 | Jochen Rindt - Rennen                        | Hockenheim     | Fórmula Dos Europea      | Jochen Mass           | Team Surtees                 |
| Bandera de Alemania     | 09/06/1974 | Rhein Pokal / Jochen Rindt Trophae           | Hockenheim     | Fórmula Dos Europea      | Jean-Pierre Jabouille | Ecurie Elf                   |
| Bandera del Reino Unido | 31/03/1975 | Wella European Trophy / Jochen Rindt Trophy  | Thruxton       | Fórmula Dos Europea      | Jacques Laffite       | Automobiles Martini          |
| Bandera de Alemania     | 08/06/1975 | Rhein Pokal / Jochen Rindt Trophae           | Hockenheim     | Fórmula Dos Europea      | Jacques Laffite       | Automobiles Martini          |
| Bandera del Reino Unido | 19/04/1976 | Jochen Rindt Trophy                          | Thruxton       | Fórmula Dos Europea      | Maurizio Flammini     | March Engineering            |
| Bandera del Reino Unido | 11/04/1977 | Philips Car Radio Jochen Rindt Trophy        | Thruxton       | Fórmula Dos Europea      | Brian Henton          | Netherton & Worth Boxer Cars |
| Bandera del Reino Unido | 27/03/1978 | Philips Car Stereo Radio Jochen Rindt Trophy | Thruxton       | Fórmula Dos Europea      | Bruno Giacomelli      | Polifac BMW Junior Team      |
| Bandera del Reino Unido | 16/04/1979 | Philips Car Radio Jochen Rindt Trophy        | Thruxton       | Fórmula Dos Europea      | Rad Dougall           | Toleman Group Motorsport     |
| Bandera del Reino Unido | 07/04/1980 | P&O Ferries Jochen Rindt Trophy              | Thruxton       | Fórmula Dos Europea      | Brian Henton          | Toleman Group Motorsport     |
| Bandera del Reino Unido | 20/04/1981 | P&O Ferries Jochen Rindt Trophy              | Thruxton       | Fórmula Dos Europea      | Roberto Guerrero      | Maurer Motorsport            |
| Bandera del Reino Unido | 12/04/1982 | P&O Ferries Jochen Rindt Trophy              | Thruxton       | Fórmula Dos Europea      | Johnny Cecotto        | March Engineering            |
| Bandera del Reino Unido | 04/04/1983 | P&O Ferries Jochen Rindt Trophy              | Thruxton       | Fórmula Dos Europea      | Beppe Gabbiani        | Onyx Race Engineering        |
| Bandera del Reino Unido | 23/04/1984 | P&O Ferries Jochen Rindt Trophy              | Thruxton       | Fórmula Dos Europea      | Mike Thackwell        | Ralt Racing                  |
| Bandera del Reino Unido | 08/04/1985 | Townsend Thoresen Jochen Rindt Trophy        | Thruxton       | Fórmula 3000 Europea     | Emanuele Pirro        | Onyx Race Engineering        |
| Fuente:                 |            |                                              |                |                          |                       |                              |